# Ippogrifo

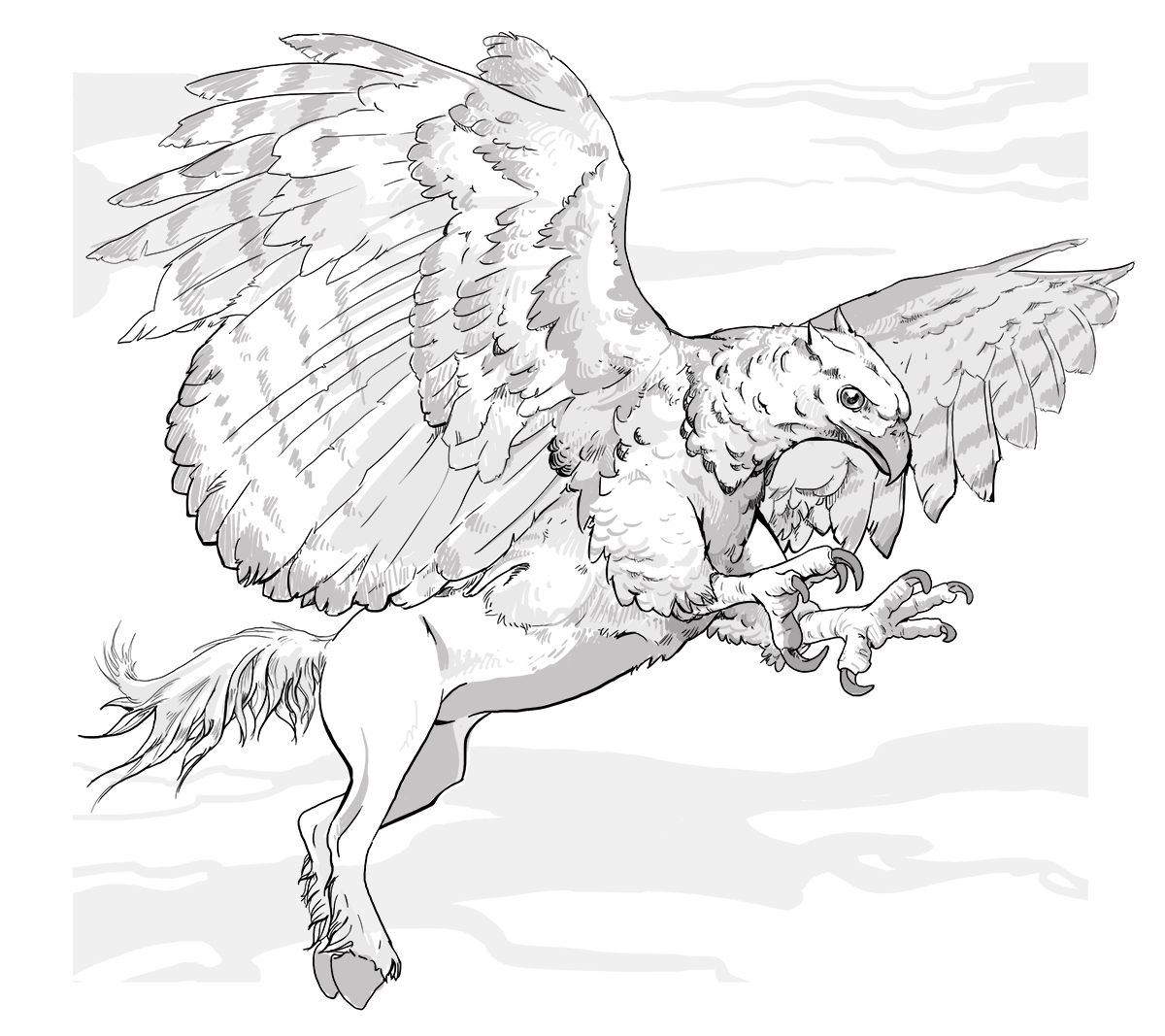
Illustrazione di un ippogrifo

L'ippogrifo è una creatura leggendaria. Il suo nome deriva dal greco antico ἵππος?, híppos ("cavallo") e γρύψ, grýps ("grifone"). L'ippogrifo è infatti una creatura alata, originata dall'incrocio tra un cavallo ed un grifone, con testa e ali, zampe anteriori di aquila, ed il resto del corpo da cavallo.

## Descrizione
La prima menzione della parola ippogrifo si deve a Luciano di Samosata nel suo romanzo, La storia vera, risalente al II secolo d.C. La parola non si riferisce tuttavia alla creatura in sé, cui origine è ben più tarda, bensì a uomini cavalcanti "grandi grifi", che catturano i protagonisti per portarli, secondo il racconto, al cospetto del re selenita Endimione.
Nel cinquecentesco Orlando Furioso, Ludovico Ariosto inventa la creatura vera e propria. L'ippogrifo viene cavalcato dal mago Atlante, per poi venire soggiogato da Bradamante e quindi utilizzato da Ruggero. Viene inoltre cavalcato da Astolfo che vola su di esso in Etiopia. Nel Canto IV viene fornita la seguente descrizione:

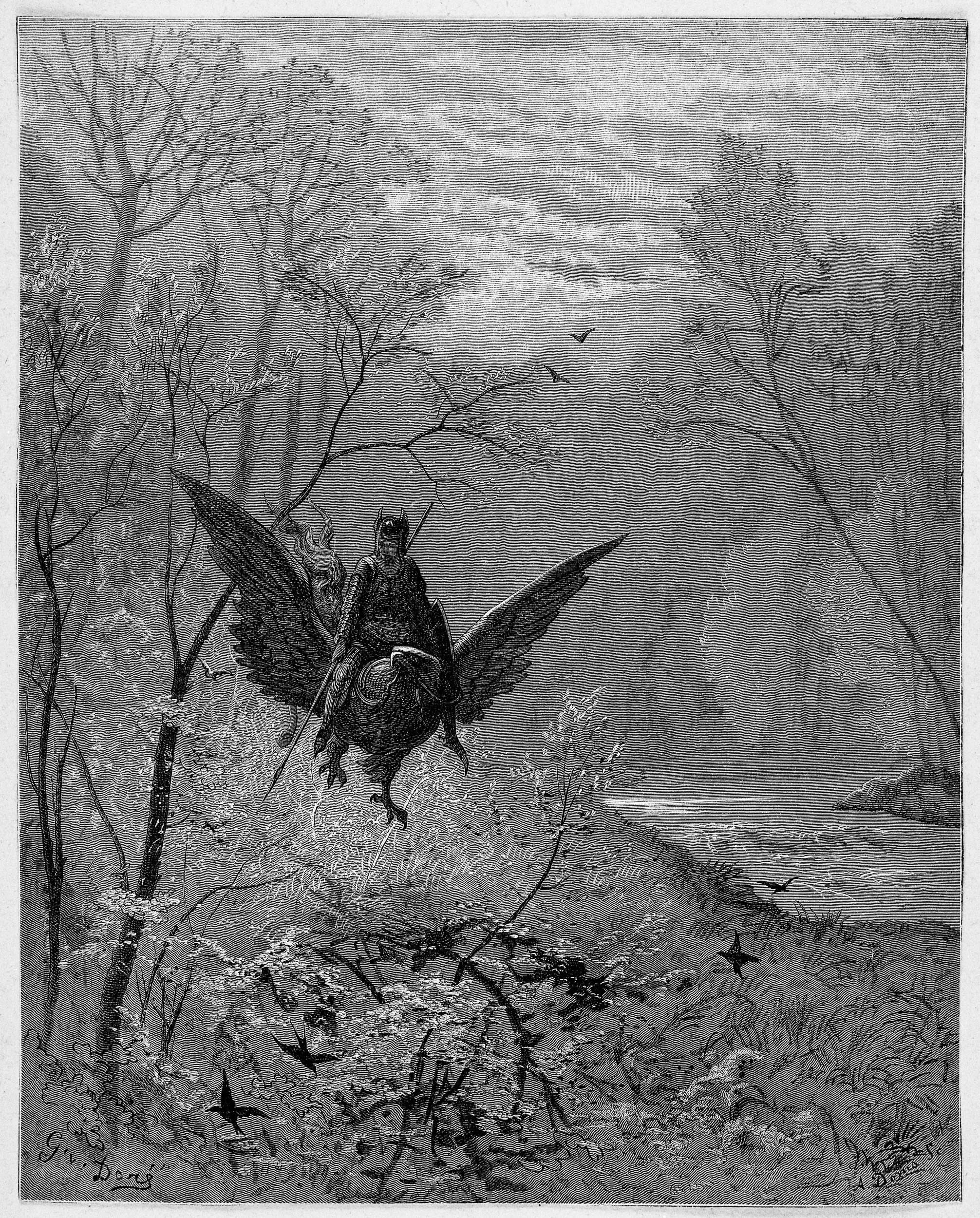
Astolfo sull'ippogrifo di Gustave Doré. Il dipinto raffigura l'episodio dellOrlando Furioso relativo al Canto VI, stanza 20.

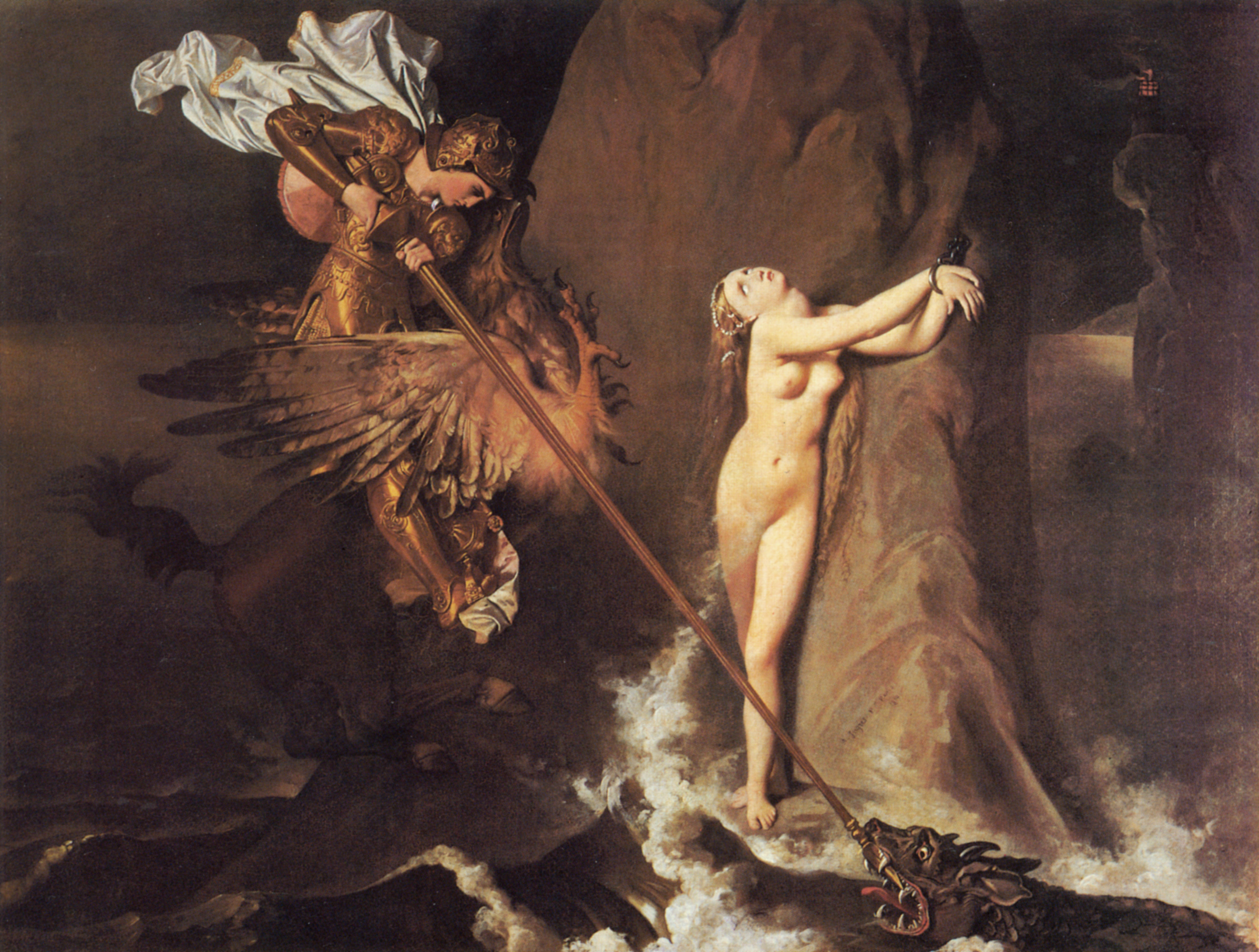
Ruggero libera Angelica di Jean Auguste Dominique Ingres. Il dipinto raffigura l'episodio dellOrlando Furioso in cui Ruggero, a cavallo di un ippogrifo, sta salvando Angelica prossima a essere divorata da un mostro marino, l'Orca di Ebuda.

18
Non è finto il destrier, ma naturale,
ch'una giumenta generò d'un Grifo:
simile al padre avea la piuma e l'ale,
li piedi anteriori, il capo e il grifo;
in tutte l'altre membra parea quale
era la madre, e chiamasi ippogrifo;
che nei monti Rifei vengon, ma rari,
molto di là dagli aghiacciati mari.
19
Quivi per forza lo tirò d'incanto;
e poi che l'ebbe, ad altro non attese,
e con studio e fatica operò tanto,
ch'a sella e briglia il cavalcò in un mese:
così ch'in terra e in aria e in ogni canto
lo facea volteggiar senza contese.
Non finzion d'incanto, come il resto,
ma vero e natural si vedea questo.
La figura dell'ippogrifo venne ideata dall'Ariosto basandosi sulla metafora latina di Virgilio "incrociare grifoni con cavalli"; secondo il mito, infatti, i due animali sarebbero stati nemici naturali. Negli scenari fantastici in cui sono presenti, infatti, sono bestie molto rare, proprio per questa inimicizia tra grifoni e cavalli, pari a quella tra cani e gatti.
Nelle Leggende di Carlo Magno Thomas Bulfinch lo descrive così:
Come un grifone, ha la testa di un'aquila, zampe dotate di artigli, ali coperte di piume, con il resto del corpo di un cavallo. Questo strano animale è chiamato Ippogrifo.
L'ippogrifo sembra essere più facile da domare rispetto ai grifoni. Nelle leggende e nei racconti in cui questo animale fantastico appare, è di solito l'animale domestico di un cavaliere o un mago. Funge da eccezionale destriero, poiché può volare veloce come un fulmine. Si dice che sia onnivoro, e che quindi mangi sia piante sia carne.
Un ippogrifo di nome Fierobecco appare sia nei romanzi della saga di Harry Potter sia nella loro trasposizione cinematografica.

## Araldica
L'ippogrifo è una figura araldica abbastanza comune negli stemmi inglesi dove viene principalmente utilizzata come sostegno dello scudo. Nell'araldica italiana è presente nei blasoni di varie famiglie nobili (es. famiglie Astolfo, Cruito, Sertoli) e in araldica civica (comuni di Agnone (IS), Pradalunga (BG), Sarno (SA)).

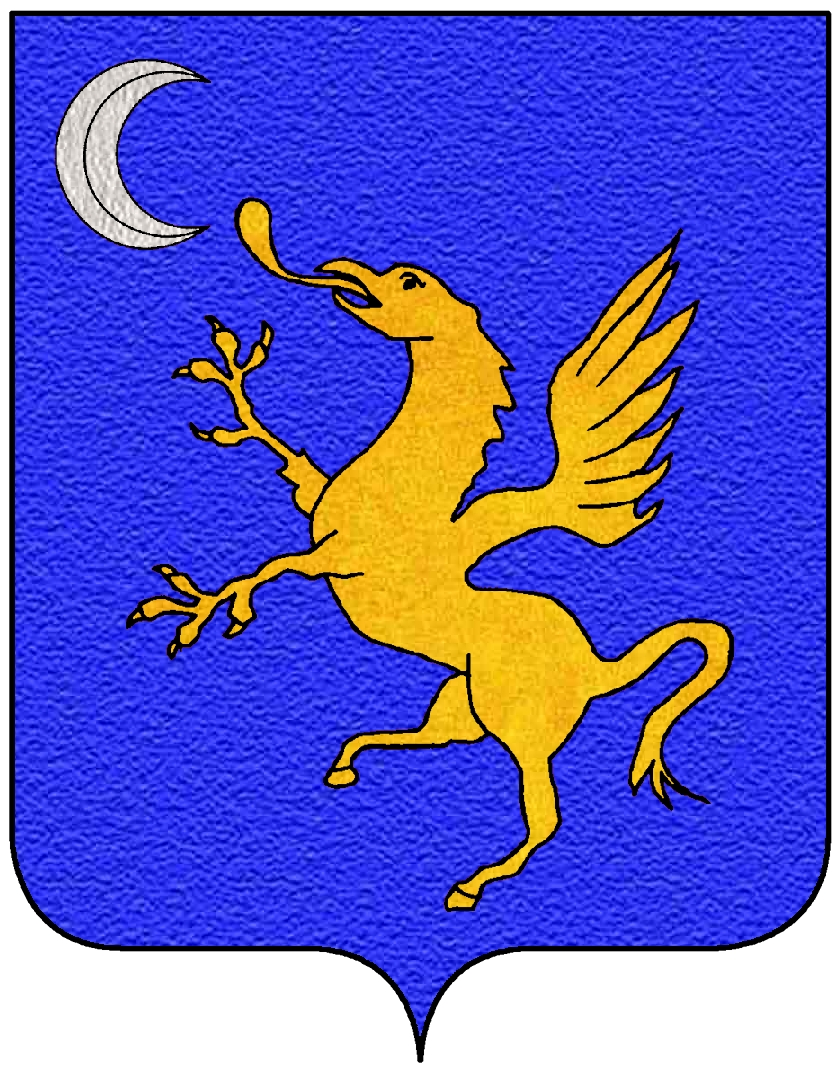
Ippogrifo rampante d'oro (famiglia Astolfo di Lombardia)
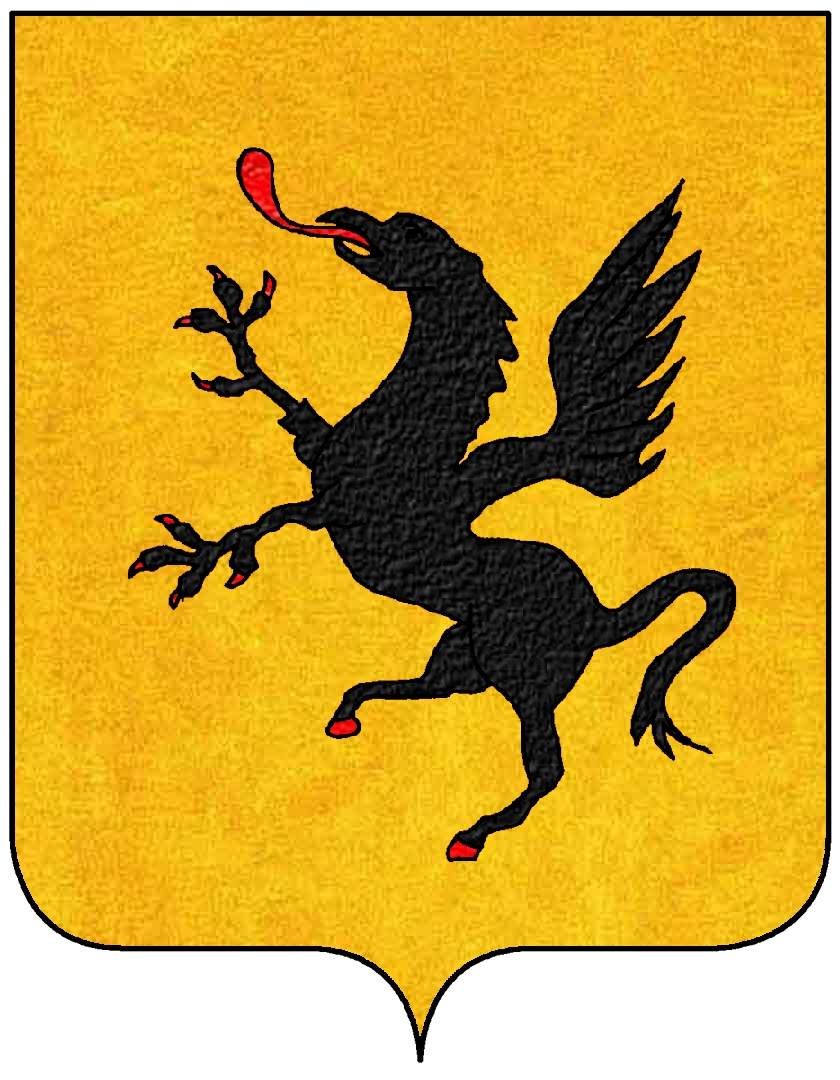
D'oro, all'ippogrifo rampante di nero (famiglia Sertoli di Brescia)
Ippogrifo d'oro rampante, rostrato e armato di nero (comune di Agnone)
Ippogrifo al naturale (città di Sarno)